# Transizione tra Ming e Qing
La transizione da Ming a Qing o  transizione Ming–Qing, nota anche come conquista della Cina da parte dei manciù, fu un lungo conflitto tra la dinastia Qing, fondata dal clan manciù Aisin Gioro in Manciuria (attuale Cina di nordest), e la dinastia Ming, della Cina del sud, alleata di altre potenze regionali o temporanee, col coinvolgimento della breve dinastia Shun. In vista della conquista da parte dei Qing, nel 1618, il capo dell'Aisin Gioro, Nurhaci, commissionò un documento intitolato Sette lagnanze, che enumerava le lamentele contro i Ming e cominciava a ribellarsi contro il loro dominio. Molte delle lamentele riguardavano i conflitti contro Yehe, che era un importante clan manciù, e il favoritismo dei Ming di Yehe. La richiesta di Nurhaci che i Ming gli pagassero dei tributi per rimediare alle sette lamentele fu in effetti una dichiarazione di guerra, poiché i Ming non erano disposti a pagare denaro a un ex tributario. Poco dopo, Nurhaci iniziò a ribellarsi contro i Ming a Liaoning nel sud della Manciuria.
Allo stesso tempo, la dinastia Ming stava combattendo per la sua sopravvivenza contro le turbolenze fiscali e le ribellioni contadine. Il 24 aprile 1644 Pechino cadde sotto la spinta di un esercito ribelle guidato da Li Zicheng, un ex ufficiale minore dei Ming che divenne il capo della rivolta contadina, che proclamò la dinastia Shun. L'ultimo imperatore Ming, Chongzhen, si impiccò ad un albero del giardino imperiale al di fuori della Città Proibita. Quando Li Zicheng si mosse contro di lui, il generale Ming Wu Sangui cambiò la sua alleanza con i manciù. Li Zicheng fu sconfitto alla Battaglia del passo Shanhai dalle forze congiunte di Wu Sangui e del principe manciù Dorgon. Il 6 giugno, i manciù e Wu entrarono nella capitale e proclamarono il giovane imperatore Shunzhi come Imperatore della Cina.
Tuttavia, la conquista fu tutt'altro che completa e richiese quasi quarant'anni prima che tutta la Cina fosse saldamente unita sotto il dominio dei Qing. Kangxi salì al trono nel 1661 e nel 1662 i suoi reggenti lanciarono la Grande pulizia per sconfiggere la resistenza dei fedelissimi dei Ming nel sud della Cina. Dovettero poi combattere diverse ribellioni, come la Rivolta dei Tre Feudatari guidata da Wu Sangui nel sud della Cina, a partire dal 1673, e poi contrastata dal lancio di una serie di campagne che portarono all'espansione del suo impero. Nel 1662 Coxinga scacciò i coloni olandesi e fondò il Regno di Tungning a Taiwan, uno stato lealista dei Ming con l'obiettivo di riconquistare la Cina. Tuttavia, il regno di Tungning fu sconfitto nel 1683 alla Battaglia di Penghu dall'ammiraglio Han Shi Lang, un ex ammiraglio di Coxinga.
La caduta della dinastia Ming fu in gran parte causata da una combinazione di fattori. Kenneth Swope sostiene che un fattore chiave fu il deteriorando delle relazioni tra l'imperatore Ming e i capi militari dell'Impero. Altri fattori furono le ripetute spedizioni militari a nord, pressioni inflazionistiche causate dalla spesa eccessiva da parte del tesoro imperiale, disastri naturali ed epidemie. A contribuire ulteriormente al caos fu una ribellione contadina a Pechino nel 1644 e una serie di imperatori deboli. Il potere dei Ming si protrasse ancora per anni in quello che oggi è il sud della Cina, anche se alla fine venne definitivamente debellato dai manciù.

## Espansione degli Jurchen
A volte i manciù sono erroneamente descritti come nomadi, ma non lo erano, visto che erano invece degli agricoltori sedentari che vivevano in villaggi, coltivavano i campi, praticavano la caccia e il tiro con l'arco. La loro principale formazione militare era la fanteria che usava archi e frecce, spade e picche mentre la cavalleria era tenuta nella retroguardia.
Il capo degli Jurchen, Nurhaci, viene identificato retrospettivamente come il fondatore della dinastia Qing. Nel 1616 si dichiarò "Khan". I suoi sforzi unificanti diedero agli Jurchen la forza di affermarsi sostenuti da un esercito composto da disertori Han da produttori di armi da fuoco Ming. Nel 1618 proclamò Sette lagnanze contro i Ming e il generale Ming, Li Yongfang, si arrese nella città di Fushun in quella che ora è la provincia Liaoning in Manciuria, e dopo Nurhaci gli diede in sposa una principessa Aisin Gioro e un titolo nobiliare. La principessa era una delle nipoti di Nurhaci. In una serie di campagne militari di successo a Liaodong e Liaoxi (est e ovest del fiume Liao), gli Jurchen conquistarono un certo numero di città Ming tra cui Shenyang, che trasformarono nella capitale della loro nuova dinastia "Post Jin", dal nome della dinastia Jīn che aveva governato sulla Cina settentrionale diversi secoli prima.
Sotto il capo ispiratore Yuan Chonghuan, i Ming usarono l'artiglieria occidentale per sconfiggere le forze Jin nella Battaglia di Ningyuan nel 1626. Nurhaci fu ferito e morì poco dopo, ma i Ming non riuscirono a cogliere l'opportunità di contrattacco. La nemesi dello Jurchen, Yuan Chonghuan, fu presto epurata in una lotta politica. Mentre erano sotto la guida del nuovo khan, Huang Taiji, gli Jurchen continuarono a conquistare città Ming, sconfissero Joseon (Corea), un vassallo cruciale dei Ming, nella prima invasione manciù della Corea (1627) e nella seconda invasione manciù della Corea (1636), e irruppero in profondità in Cina nel 1642 e nel 1643. 

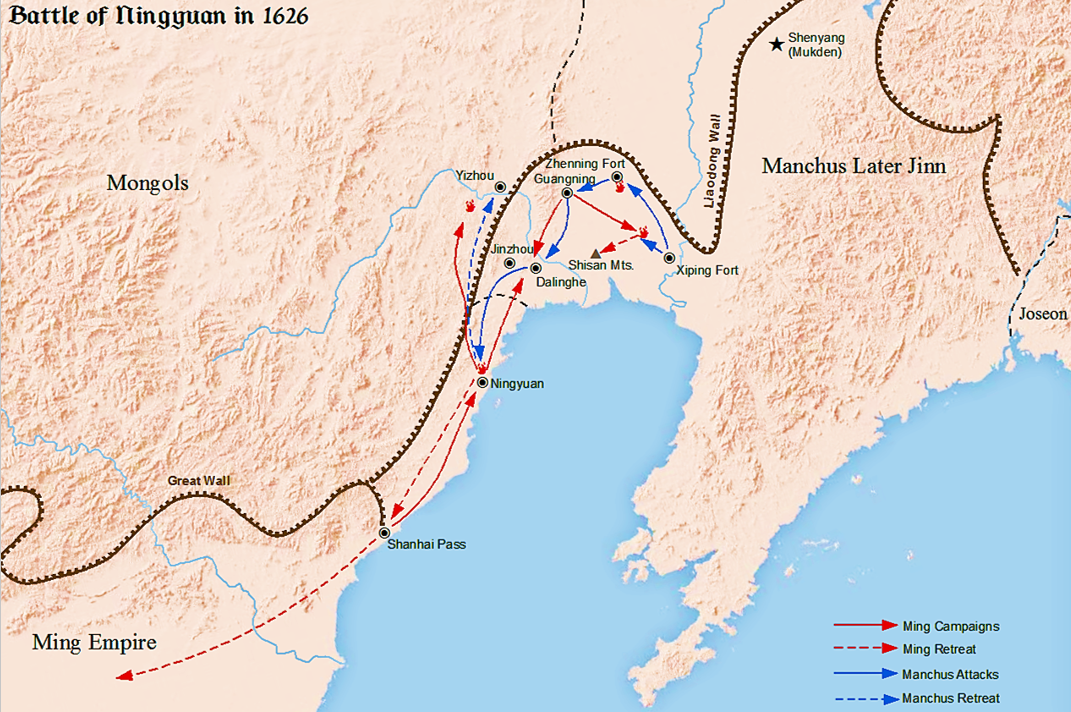
Battaglia di Ningyuan tra Ming e Manciù

I mongoli Chahar combatterono contro Dorgon nel 1628 e nel 1635.
Dopo la seconda invasione manciù della Corea, i Joseon furono costretti a concedere molte delle loro principesse reali come concubine al principe reggente di Qing manciù Dorgon. Nel 1650 Dorgon sposò la principessa coreana Uisun (義順) figlia del principe Yi Kaeyoon. Dorgon sposò due principesse coreane a Lianshan. Durante la seconda invasione, molte donne coreane furono rapite e violentate dalle forze Qing, e di conseguenza divennero sgradite alle loro famiglie anche se furono rilasciate dai Qing dopo essere state riscattate.

## Conquista di Pechino e del nord (1644)

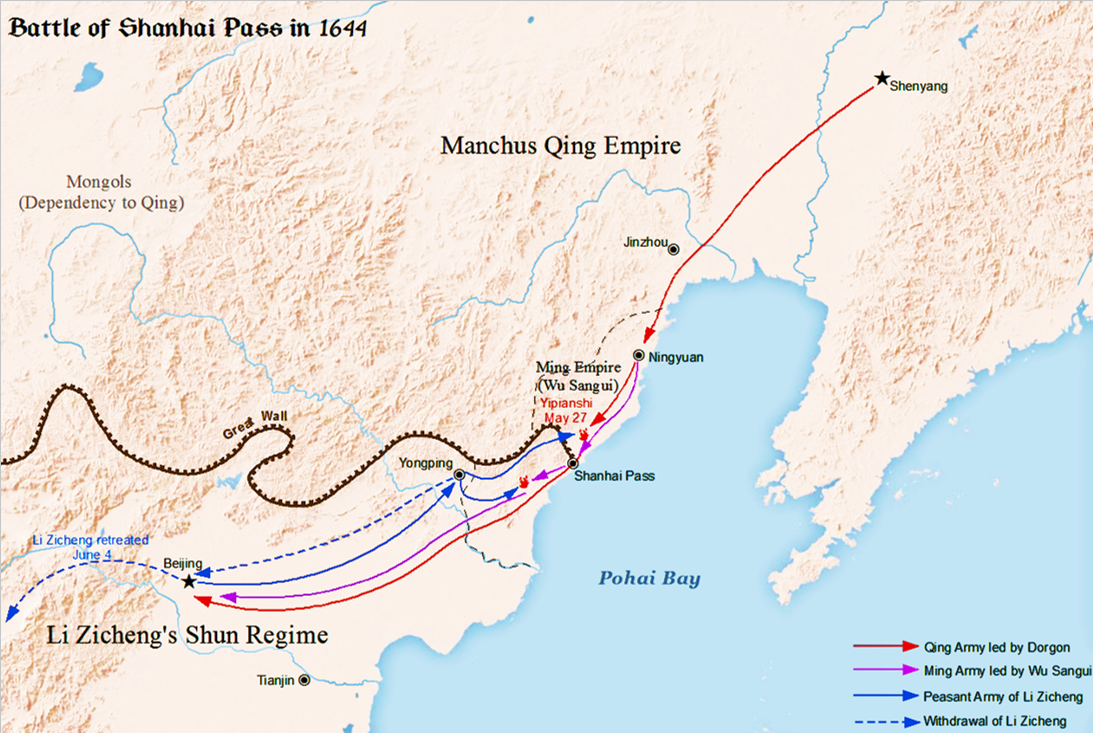
La battaglia del passo di Shanhai che consentì ai manciù di entrare nella Cina delle 18 province.

Nei loro ultimi anni, i Ming dovettero affrontare numerose carestie e inondazioni, oltre al caos economico e alle ribellioni. Li Zicheng si ribellò nel 1630 nello Shaanxi nel nord, mentre un ammutinamento guidato da Zhang Xianzhong scoppiò nel Sichuan negli anni 1640. Vennero uccise molte persone nel regno del terrore di questo imperatore auto proclamato.
Proprio mentre Dorgon e i suoi consiglieri stavano riflettendo su come attaccare la dinastia Ming, le rivolte contadine che devastavano la Cina settentrionale si stavano avvicinando pericolosamente alla capitale, Pechino. Nel febbraio 1644, il capo dei ribelli, Li Zicheng, aveva fondato la dinastia Shun a Xi'an e si era proclamato re. A marzo i suoi eserciti avevano preso l'importante città di Taiyuan nello Shanxi. Vedendo il progresso dei ribelli, il 5 aprile, l'imperatore Ming Chongzhen richiese l'aiuto urgente di ogni comandante militare dell'Impero. Ma era troppo tardi: il 24 aprile Li Zicheng violò le mura di Pechino e l'Imperatore si impiccò il giorno dopo su una collina dietro la Città Proibita. Fu l'ultimo imperatore Ming a regnare su Pechino.
Poco dopo che l'imperatore aveva chiesto aiuto, il potente generale Ming, Wu Sangui, aveva lasciato la sua roccaforte di Ningyuan, a nord della Grande muraglia e iniziato a marciare verso la capitale. Il 26 aprile, i suoi eserciti erano transitati attraverso le fortificazioni del Passo Shanhai (all'estremità orientale della Grande muraglia) e stavano marciando verso Pechino quando seppe che la città era caduta, e decise di ritornare al passo Shanhai. Li Zicheng inviò due eserciti per attaccare il passo, ma le truppe di Wu, temprate alla battaglia, le sconfissero facilmente il 5 e il 10 maggio. Il 18 maggio, Li Zicheng guidò personalmente un esercito di 60 000 uomini per attaccare Wu. Nello stesso tempo, Wu Sangui scrisse a Dorgon per richiedere l'aiuto dei Qing per sconfiggere i banditi e restaurare la dinastia Ming.

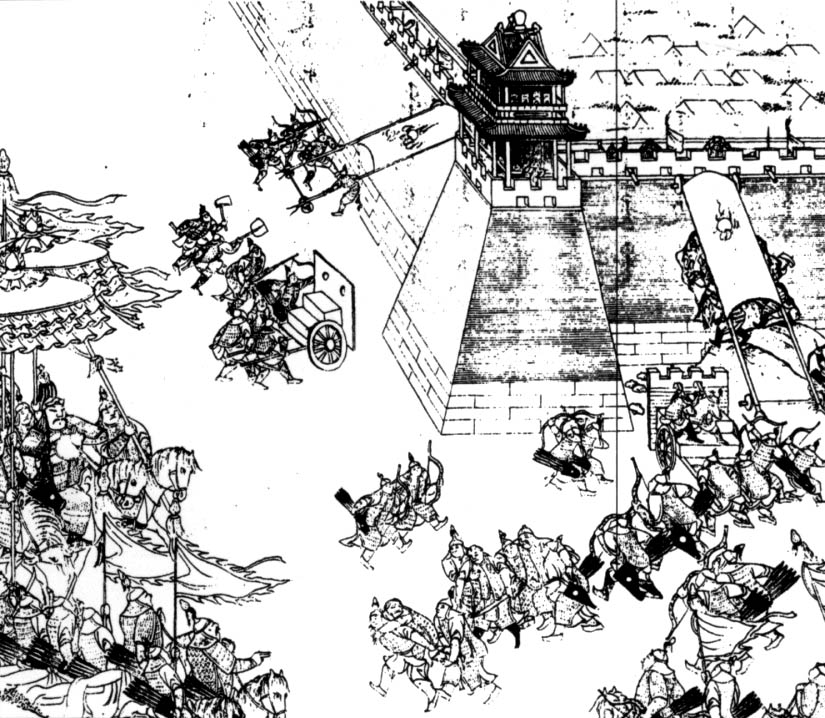
Battaglia di Ningyuan, nella quale Nurhaci venne sconfitto e ferito.

Nel frattempo, la partenza di Wu Sangui dalla roccaforte di Ningyuan aveva lasciato tutto il territorio fuori dalla Grande muraglia sotto il controllo dei Qing. Due dei più importanti consiglieri cinesi di Dorgon, Hong Chengchou e Fan Wencheng (范文程), esortarono il principe manciù a cogliere l'opportunità della caduta di Pechino per presentarsi come vendicatore dei Ming caduti e reclamare il Mandato del cielo per i Qing. Pertanto, quando Dorgon ricevette il messaggio di Wu, stava già per condurre una spedizione ad attaccare la Cina settentrionale e non aveva intenzione di restaurare i Ming. Quando Dorgon chiese a Wu di passare dalla parte dei Qing, questi non ebbe altra scelta che accettare.
Dopo che Wu si era formalmente arreso ai Qing, la mattina del 27 maggio, le sue truppe d'élite caricarono ripetutamente l'esercito ribelle, ma non furono in grado di rompere le linee nemiche. Dorgon attese che entrambi i fianchi fossero indeboliti prima di ordinare alla sua cavalleria di galoppare intorno all'ala destra di Wu per caricare il fianco sinistro di Li. Le truppe di Li Zicheng furono rapidamente sconfitte e tentarono la ritirata verso Pechino. Dopo la sconfitta alla battaglia del passo di Shanhai, le truppe Shun saccheggiarono Pechino per diversi giorni fino a quando Li Zicheng lasciò la capitale il 4 giugno con tutto il bottino che poteva trasportare, un giorno dopo essersi proclamato, in modo provocatorio, Imperatore del Grande Shun.
Sotto il regno di Dorgon, che gli storici hanno chiamato in vari modi: "la mente della conquista dei Qing" e "l'artefice principale della grande impresa manciù", i Qing sottomisero l'area della capitale, ricevettero la capitolazione delle elite e dei funzionari locali di Shandong, e conquistarono Shanxi e Shaanxi. Rivolsero poi gli occhi sulla ricca regione commerciale e agricola dello Jiangnan a sud del basso Fiume Azzurro. Spazzarono via gli ultimi resti dei regimi rivali creati da Li Zicheng (ucciso nel 1645) e Zhang Xianzhong (Chengdu presa all'inizio del 1647). Infine, riuscirono a uccidere i pretendenti al trono dei Ming Meridionali a Nanchino (1645) e Fuzhou (1646) e a cacciare Zhu Youlang, l'ultimo imperatore dei Ming meridionali, fuori da Guangzhou (1647) nel lontano sud-ovest della Cina.

## Costruire un nuovo ordine

### Matrimoni Han-Manciù
Ai generali cinesi Han che disertavano verso i Manciù venivano spesso date in matrimonio donne della famiglia imperiale Aisin Gioro. Le principesse manciù Aisin Gioro venivano anche date in sposa ai figli dei funzionari cinesi Han.
Il capo manciù Nurhaci aveva fatto sposare una delle sue nipoti al generale Ming Li Yongfang (李永芳|李永芳) dopo che si era arreso ai manciù a Fushun e Liaoning nel 1618. La discendenza di Li ottenne il titolo di "Barone di terza classe" (sān děng zǐjuéP). Li Yongfang era il bisnonno di Li Shiyao  (李侍堯|李侍堯). La quarta figlia di Kangxi (和硕悫靖公主|和硕悫靖公主) fu data in sposa al figlio (孫承恩|孫承恩) dello Han cinese Sun Sike (Sun Ssu-k'o) (孫思克|孫思克). Altre donne Aisin Gioro sposarono i figli del generale cinese Han Sun Sike (Sun Ssu-k'o) 孫思克|孫思克, Geng Jimao (Keng Chi-mao), Shang Kexi (Shang K'o-hsi), e Wu Sangui (Wu San-kuei). Nel frattempo ai soldati che disertavano dagli eserciti nemici venivano spesso date in moglie donne non-reali manciù, e i principi Yoto 岳托|岳托 (principe Keqin) e Hongtaiji, nel 1632, organizzarono un matrimonio di massa tra ufficiali e funzionari cinesi Han e donne manciù, per un totale di 1 000 coppie, per promuovere armonia tra i due gruppi etnici.
Questa politica, che iniziò prima dell'invasione del 1644, fu proseguita anche dopo. Un decreto del 1648 di Shunzhi permetteva agli uomini civili cinesi Han di sposare le donne manciù delle Bandiere, con il permesso del Comitato delle entrate, se erano figlie registrate di funzionari o popolani o il permesso del loro capitano di compagnia se erano cittadini comuni non registrati. Soltanto più tardi, durante la dinastia, queste politiche, che consentivano il matrimonio misto, furono eliminate. Il decreto venne emanato da Dorgon. All'inizio della dinastia il governo Qing sostenne i matrimoni dei disertori cinesi Han con le ragazze Manciù. Han cinesi delle Bandiere sposavano donne Manciù e non esisteva alcuna legge contro quest'usanza.
Ai mariti delle principesse Qing veniva assegnato il titolo di "Dolo efu" 和碩額駙. Geng Zhongming, un Han delle Bandiere, venne insignito del titolo di principe Jingnan, e suo figlio Geng Jingmao fece in modo che i suoi due figli, Geng Jingzhong e Geng Zhaozhong 耿昭忠, divenissero attendenti dell'imperatore Shunzhi e sposassero donne Aisin Gioro. Geng Zhaozhong 耿昭忠 sposò la nipote del Principe Abatai e la figlia del principe Haoge (un figlio di Haung Taiji) Geng Jingzhong. Una figlia del principe Yolo 岳樂|岳樂 (principe An) sposò Geng Juzhong altro figlio di Geng Jingmao. Una donna Aisin Gioro venne offerta a un mongolo che aveva disertato a favore dei manciù. Il principe reggente Dorgon diede in moglie una donna manciù al funzionario cinese Han, Quan Feng, che aveva disertato dai Ming passando ai Qing. Feng Quan adottò volentieri l'acconciatura del codino dei manciù, prima che fosse imposta alla popolazione Han, e imparò la lingua mancese.

### Costituzione di eserciti misti con disertori Han
I manciù vivevano in città con mura circondate da villaggi e adottarono l'agricoltura in stile cinese ben prima della conquista dei Qing sui Ming, ed esisteva una consolidata tradizione di mescolanza Han cinesi-Manciù prima del 1644. I soldati cinesi Han, sulla frontiera del Liaodong, si mescolavano spesso con le tribù non-Han e erano in gran parte acculturati nelle loro usanze. I manciù Jurchen accettarono ed assimilarono le usanze dei soldati Han cinesi che si erano avvicinati a loro, e, mutuamente, i soldati Han cinesi di Liaodong spesso adottavano nomi manciù. In effetti il segretario di Nurhaci, Dahai, potrebbe essere stato uno di loro.
C'erano troppo pochi Manciù etnici per conquistare la Cina, e pertanto i Qing assorbirono i mongoli sconfitti e, cosa più importante, aggiunsero i cinesi Han agli Otto Bandiere. I manciù dovettero creare un'intera "Jiu Han jun" (l'antica armata Han) a causa dell'elevatissimo numero di soldati cinesi Han assorbiti negli Otto Bandiere, sia come prigionieri che disertori. I Qing dimostrarono che i manciù apprezzavano le abilità militari nella propaganda mirata ai militari Ming per farli disertare verso i Qing, dal momento che il sistema politico civile Ming discriminava i militari. Nel periodo 1618 - 1631 i manciù reclutarono disertori cinesi Han e i loro discendenti divennero Han delle Bandiere e quelli uccisi in battaglia furono commemorati come martiri nelle biografie.
Huang Taiji riconobbe che i disertori Han cinesi dell'esercito Ming erano necessari per giungere alla conquista dell'impero Ming, spiegando ai manciù perché avevano bisogno di trattare con indulgenza il disertore del Ming, generale Hong Chengchou. Huang Taiji comprese che i Ming non sarebbero stati facilmente sconfitti a meno che le truppe cinesi Han, che sapevano usare moschetti e cannoni, non fossero entrate a far parte delle Bandiere. In effetti, tra gli uomini delle Bandiere, le armi da fuoco, come i moschetti e l'artiglieria, erano usate in modo specifico dai cinesi. I Manciù crearono i primi reparti di artiglieria, con soldati cinesi Han, nel 1641. L'uso dell'artiglieria, da parte degli Han delle Bandiere, potrebbe essere stato il motivo per il quale erano conosciuti come soldati "pesanti" (ujen cooha). I "cannoni colorati di rosso" facevano parte dell'armamentario degli Han (Han cinesi di Liaodong) presenti nell'esercito dei Qing.
Gli ufficiali Ming che disertarono a favore dei Qing vennero autorizzati a mantenere il loro precedente grado militare. I Qing beneficiarono della diserzione di Shen Zhixiang nel 1638. Tra gli altri ufficiali Han che disertarono a favore dei Qing c'erano Ma Guangyuan, Wu Rujie, Zu Dashou, Quan Jie, Geng Zhongming, Zu Zehong, Zu Zepu, Zu Zerun, Deng Changchun, Wang Shixian, Hong Chengchou, Shang Kexi, Liu Wuyuan, Zu Kefa, Zhang Cunren, Meng Qiaofang, Kong Youde, Sun Dingliao. Ai disertori cinesi vennero dati titoli nobiliari e militari, argento, cavalli e posizioni ufficiali. Tra I beneficiari, Zhang Cunren, Sun Dingliao, Liu Wu, Liu Liangchen, Zu Zehong, Zu Zepu, Zu Kufa e Zu Zerun. I disertori cinesi Han gestirono e organizzarono una massiccia quantità di strategia militare dopo il 1631.
Furono così tanti gli Han che disertarono a favore dei Qing e che andarono ad aumentare le file degli Otto Bandiere che i manciù etnici divennero una minoranza che rappresentava solo il 16% nel 1648, con gli Han che dominavano con il 75% e i mongoli che rappresentavano la differenza. Fu questa forza multietnica, in cui i manciù erano solo una minoranza, che conquistò la Cina a favore dei Qing. Nel 1644, la Cina fu invasa da un esercito che aveva solo una frazione di manciù, ma era multietnico, con Han, Mongoli e Manciù delle Bandiere. La barriera politica era tra i popolani cinesi Han (non delle Bandiere) e la "élite di conquista", costituita da cinesi, nobili, mongoli e manciù; non era l'etnia a essere il fattore discriminante. L'acquisizione dei territori Ming da parte dei Qing fu compiuta dalla multietnicità dell'esercito Qing. Gli Han cinesi Nikan delle Bandiere avevano stendardi di colore nero e Nurhaci era protetto dai soldati Han Nikan. Altri uomini delle Bandiere erano diventati una minoranza rispetto ai distaccamenti di Han cinesi Nikan della Bandiera nera durante il regno di Nurhaci.

### L'esercito misto schierato per l'invasione
(E.H. Parker, The Financial Capacity of China; Journal of the North-China Branch of the Royal Asiatic Society)
Quando Dorgon ordinò ai civili Han di liberare il centro città di Pechino e di trasferirsi in periferia, reinsediò nella città interna gli uomini delle Bandiere, compresi i cinesi Han. Successivamente, furono fatte alcune eccezioni, permettendo ai civili Han che detenevano incarichi governativi o commerciali di risiedere nel centro della città. Il governo civile fu inondato da Han cinesi delle Bandiere. I capi dei sei ministeri e altre posizioni importanti erano tutti Han scelti dai Qing.
Furono gli Han cinesi delle Bandiere gli artefici della riuscita conquista della Cina da parte dei Qing. Costituirono la maggioranza dei governatori e furono quelli che governarono e amministrarono la Cina dopo la conquista, stabilizzando il dominio Qing. Tre ufficiali del Liaodong, Han delle bandiere, che giocarono un ruolo importante nella conquista del sud della Cina furono Shang Kexi, Geng Zhongming e Kong Youde che governarono autonomamente la Cina meridionale come viceré per conto dei Qing dopo le loro conquiste.

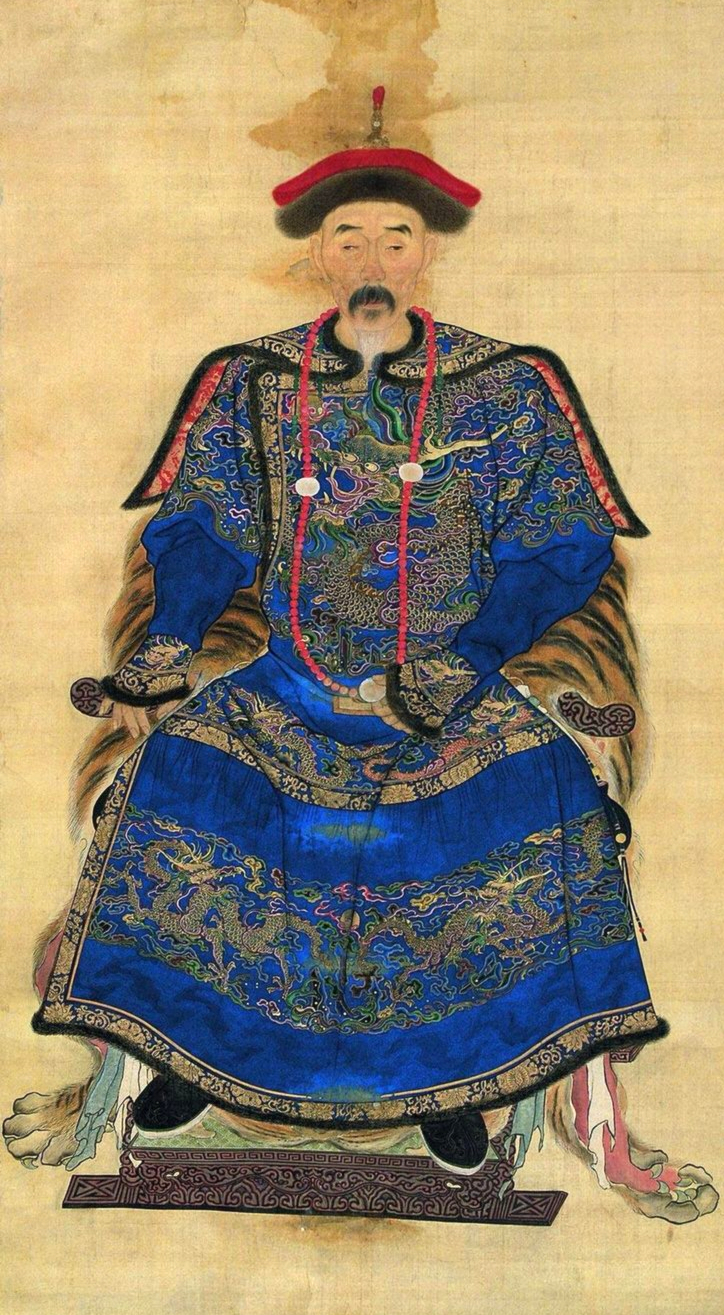
Ritratto di Hong Chengchou (1593-1665), un ex funzionario Ming che consigliò a Dorgon di approfittare della morte violenta dell'imperatore Chongzhen per presentare i Qing come vendicatori e conquistare tutta la Cina invece di razziare bottino e schiavi.

I Qing si affidavano all'esercito dello Stendardo Verde, composto da forze militari cinesi Han (Ming) che disertavano a loro favore, per aiutare a governare la Cina settentrionale. Furono queste truppe a mantenere l'ordine militare in Cina. Han cinesi, mongoli e manciù delle Bandiere vennero schierati solo per rispondere a situazioni di emergenza in cui vi era una resistenza militare sostenuta.
Fu l'esercito Qing, composto per la maggior parte da cinesi Han delle Bandiere, che attaccò i fedelissimi Ming di Coxinga a Nanchino e che andò a combattere contro gli stessi nel Fujian. I Qing portarono avanti una massiccia politica di spopolamento e "pulizia", costringendo le persone a evacuare la costa per privare di risorse i lealisti Ming di Coxinga. Ciò portò all'affermarsi del mito che i manciù avevano "paura dell'acqua ". In effetti, nel Fujian, erano gli Han delle Bandiere che stavano conducendo i combattimenti e le uccisioni, e questo smentisce l'affermazione del tutto mendace della presunta paura dell'acqua su una parte dei manciù che avevano a che fare con l'evacuazione costiera Anche se una poesia definisce "barbari" i soldati che compirono massacri nel Fujian, sia l'Esercito dello Stendardo Verde che gli Han delle Bandiere vennero coinvolti nei combattimenti e compirono i peggiori massacri. 400 000 uomini dello Stendardo Verde, assieme a 200 000 delle Bandiere, combatterono contro i Tre Feudatari.

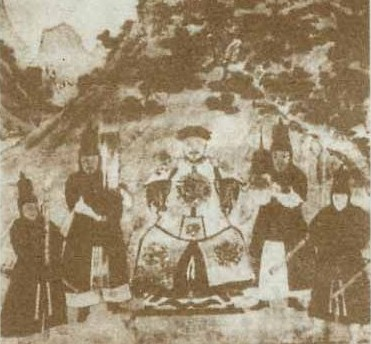
Wu Sangui era un generale della dinastia Ming, che successivamente diserto passando dalla parte dei Qing. Tuttavia, le sue speranze di restaurare i Ming si infransero dopo che si ribellò contro l'imperatore Kangxi.

Le forze Qing furono schiacciate da Wu dal 1673 al 1674. Esse ebbero il sostegno della maggioranza dei soldati cinesi Han e dell'élite Han contro i Tre Feudatari, dal momento che rifiutarono di unirsi a Wu Sangui nella rivolta, mentre gli Otto Bandiere e gli ufficiali manciù erano stati inefficaci nei confronti di Wu Sangui, per cui i Qing risposero con un massiccio esercito di oltre 900 000 Han cinesi (non delle Bandiere) per combattere e annientare i Tre Feudatari. Le forze di Wu Sangui furono schiacciate dall'Esercito dello Stendardo Verde, costituito da soldati Ming disertori. Nella ribellione dei Tre Feudatari, gli Han delle Bandiere che combatterono dalla parte dei Qing e morirono in battaglia furono considerati martiri.

### Massacri
Quando i Qing imposero l'ordine del codino in Cina, molti disertori Han vennero incaricati del massacro dei dissidenti. Li Chengdong, un ex generale Ming che aveva disertato verso i Qing, promosse tre massacri, nel distretto di Jiading, avvenuti nello stesso mese, provocando decine di migliaia di morti e spopolando le città.
La città di Jiangyin, che aveva resistito a circa 10 000 soldati della dinastia Qing prima della caduta delle mura il 9 ottobre 1645, subì un drastico calo della popolazione, seguito da uccisioni di massa tra 74 000 e 100 000 residenti. Le truppe al comando di Liu Liangzuo (劉良佐) ricevettero l'ordine: "riempite la città di cadaveri prima di rinfoderare le vostre spade". Sebbene i manciù delle Bandiere fossero spesso implicati nel massacro di Jiangyin che aveva come obiettivo i fedelissimi Ming, la maggioranza di quelli che avevano partecipato al massacro di Jiangyin erano Han delle Bandiere.
A Fuzhou, sebbene gli ex-Ming fossero stati inizialmente ricompensati con argento per conformarsi all'ordine del codino, entro il 1645 il generale Hong Chengchou aveva applicato in maniera massiccia la disposizione sui residenti di Jiangnan. Agli Han delle Bandiere venne ripetutamente assegnato il compito di far rispettare l'ordine del codino, spesso provocando massacri come quello di Yangzhou, durante il quale i residenti locali vennero tormentati dalle truppe.
A Guangzhou, nel 1650, i massacri di civili e lealisti Ming vennero condotti dalle truppe Qing al comando di Shang Kexi e Geng Jimao.

### Scienza militare cinese e testi militari
Nel 1629, per ordine di Nurhaci,
un certo numero di opere cinesi considerate di importanza fondamentale vennero tradotte in lingua mancese da Dahai. Le prime opere tradotte erano tutti testi militari cinesi dedicati alle arti della guerra, in funzione degli interessi manciù sull'argomento. Essi erano Insegnamento di sei segreti (Liu-t'ao) 六韜, Su-shu (素書|素書), e Tre strategie di Huang Shigong (San-lueh) 三略 seguiti dai testi militari Wuzi (Wu-tzu) e L'arte della guerra di Sun-Tzu. Quest'ultimo venne tradotto in manciù come ᠴᠣᠣᡥᠠᡳ
ᠪᠠᡳᡨᠠ
ᠪᡝ
ᡤᡳᠰᡠᡵᡝᠩᡤᡝ Wylie: Tchauhai paita be gisurengge, translitterazione del manciù Möllendorff: Coohai baita de gisurengge (discorso sull'arte della guerra). Un'altra traduzione in manciù venne realizzata dall'Aisin Gioro, Qiying.
Tra gli altri testi tradotti in manciù da Dahai c'era il codice penale dei Ming.
I manciù diedero un grande significato ai testi cinesi relativi agli affari e alle questioni militari, e pertanto venne tradotti ulteriori testi cinesi di storia, legge e teoria militare durante il regno di Huang Taiji a Mukden. Venne tradotto anche il romanzo cinese a tema militare, Il romanzo dei Tre Regni. Anche Erdeni, come Dahai, tradusse altre opere cinesi di letteratura, teoria militare e giurisprudenza.

## Maggiori campagne

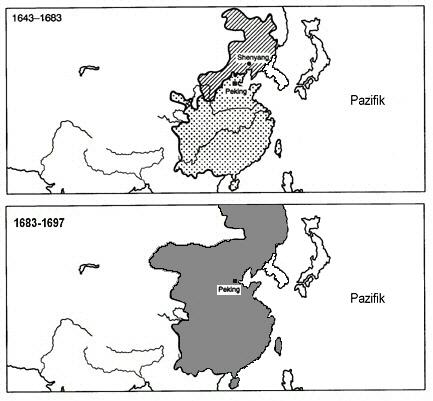
Mappa del cambiamento dei confini sotto il regno dei Qing.

### Consolidamento nel nord e nel Sichuan (1644-1647)
Poco dopo essere entrato a Pechino, nel giugno 1644, Dorgon spedì Wu Sangui e le sue truppe ad inseguire Li Zicheng, il capo ribelle che aveva indotto al suicidio Chongzhen, l'ultimo imperatore Ming, per la sconfitta subita da parte dei Qing a fine maggio alla Battaglia del passo Shanhai. Wu riuscì ad impegnare molte volte la retroguardia di Li, ma questi riuscì comunque ad attraversare il passo Gu (故 關) nello Shanxi, e Wu tornò a Pechino. Li Zicheng ristabilì la sua base di potere a Xi'an (Shaanxi), dove aveva posto le fondamenta della sua dinastia Shun nel febbraio 1644. Nell'ottobre di quell'anno Dorgon inviò diversi eserciti per sradicare Li Zicheng dalla sua roccaforte dello Shaanxi, dopo aver represso le rivolte contro i Qing a Hebei e Shandong nell'estate e nell'autunno del 1644. Gli eserciti Qing guidati da Ajige, Dodo e Shi Tingzhu (石 廷 柱) ottennero vittorie in serie contro le forze Shun nello Shanxi e nello Shaanxi, costringendo Li Zicheng a lasciare il suo quartier generale di Xi'an nel febbraio 1645. Li si ritirò da diverse province finché morì, nel settembre 1645, suicidandosi o ucciso da un gruppo di contadini che si erano organizzati per l'autodifesa in questo periodo di dilagante banditismo.
All'inizio del 1646 Dorgon inviò due spedizioni nel Sichuan per tentare di distruggere il regime di Zhang Xianzhong. La prima spedizione non raggiunse il Sichuan mentre la seconda, al comando del principe Hooge (il figlio di Huang Taiji che aveva perso la lotta per la successione nel 1643) raggiunse Sichuan nell'ottobre del 1646. Venendo a sapere che si stava avvicinando un'armata Qing, Zhang Xianzhong fuggì verso Shaanxi, dividendo le sue truppe in quattro divisioni alle quali era stato ordinato di agire indipendentemente se qualcosa avesse dovuto accadergli. Prima di partire, ordinò il massacro della popolazione della sua capitale Chengdu. Zhang Xianzhong fu ucciso in una battaglia contro le forze Qing vicino alla contea di Xichong nel centro del Sichuan il 1º febbraio 1647. Hooge quindi prese facilmente Chengdu, ma la trovò in uno stato di desolazione che non si sarebbe aspettato. Incapaci di trovare cibo in campagna, i suoi soldati saccheggiarono la zona, uccidendo chi resisteva, e ricorsero persino al cannibalismo poiché la scarsità di cibo si faceva acuta.

### Il nord-ovest (1644-1650)
Li Zicheng e i Tibetani dovettero combattere contro i Monguor, che sostenevano i Ming, e quando i Qing combatterono contro le forze di Li, dopo il 1644, si unirono ai Qing.
Verso la fine del 1646, le forze riunite da un capo musulmano noto, in fonti cinesi, come Milayin (米 喇 印) si ribellarono contro il governo Qing a Ganzhou (Gansu) e furono presto raggiunte da un altro musulmano di nome Ding Guodong (丁國棟). Proclamando che volevano restaurare i Ming, occuparono un certo numero di città nel Gansu, inclusa la capitale provinciale Lanzhou. La volontà di questi ribelli di collaborare con i non musulmani suggerisce che non erano solo guidati dalla religione, e non miravano a creare uno stato islamico. Per pacificare i ribelli, il governo Qing dispiegò rapidamente Meng Qiaofang (孟喬芳 | 孟喬芳), governatore dello Shaanxi, un ex funzionario Ming che si era arreso ai Qing nel 1631. Sia Milayin che Ding Guodong furono catturati e uccisi nel 1648, e nel 1650 i ribelli musulmani vennero schiacciati in campagne che inflissero loro pesanti perdite. I fedelissimi musulmani Ming erano sostenuti dai Khanati musulmani di Chagatai Kumul e Turfan e dopo la sconfitta il Kumul si sottomise ai Qing. Un altro ribelle musulmano, Ma Shouying, fu alleato di Li Zicheng e della dinastia Shun.

### Jiangnan (1645)

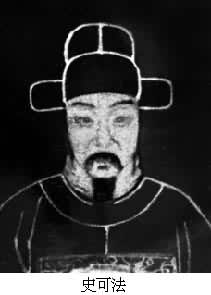
Ritratto di Shi Kefa, che rifiutò di arrendersi ai Qing nella difesa di Yangzhou.

Alcune settimane dopo il suicidio dell'imperatore Chongzhen, a Pechino nell'aprile 1644, alcuni discendenti della casa imperiale Ming iniziarono ad arrivare a Nanchino, che era stata la capitale ausiliaria della dinastia Ming. Accettando che i Ming necessitavano di una figura imperiale per radunare il sostegno nel sud, il ministro della guerra di Nanchino Shi Kefa e il governatore generale del Fengyang Ma Shiying (馬士英) concordarono di formare un governo lealista Ming attorno al Principe di Fu, Zhu Yousong, un cugino di primo grado dell'imperatore Chongzhen che era considerato il primo nella linea di successione dopo i figli dell'imperatore morto, i cui destini erano ancora sconosciuti. Il principe fu incoronato imperatore il 19 giugno 1644 sotto la protezione di Ma Shiying e della sua grande flotta da guerra. Avrebbe regnato con il nome di "Hongguang" (弘光). Il regime di Hongguang fu dominato da conflitti tra fazioni che facilitarono la conquista di Jiangnan da parte dei Qing, lanciata da Xi'an nell'aprile del 1645.
Il fratello Dodo di Dorgon, che guidava l'esercito Qing, ricevette "il comando imperiale" per condurre una spedizione nel sud" (nan zheng 南征) il 1º aprile di quell'anno
 e partì da Xi'an proprio quel giorno. Come esempi delle lotte di fazioni che indebolirono la corte di Hongguang, occorre considerare il grande aiuto dato dalla resa dei comandanti dei Ming meridionali, Li Chengdong (李成東) e Liu Liangzuo (劉良佐), affinché l'esercito Qing potesse prendere la città chiave di Xuzhou a nord del fiume Huai He agli inizi di maggio 1645, lasciando Shi Kefa a Yangzhou come principale difensore delle frontiere settentrionali dei Ming Meridionali.

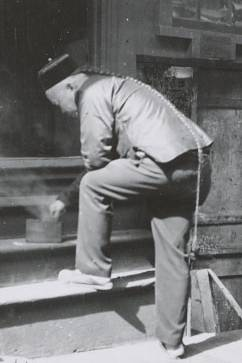
Un cinese nella Chinatown di San Francisco intorno al 1900. L'abitudine cinese di portare un codino derivava dall'editto di Dorgon, del luglio 1645, che ordina a tutti gli uomini di radersi la fronte e legare i capelli in una coda come i manciù.

Il 13 maggio 1645 conversero su Yangzhou diversi contingenti di forze Qing. La maggior parte dei componenti dell'esercito Qing che marciava sulla città erano disertori Ming, di gran lunga più numerosi dei manciù e degli uomini delle Bandiere. La piccola forza di Shi Kefa rifiutò di arrendersi, ma non poté resistere all'artiglieria di Dodo: il 20 maggio i cannoni dei Qing, manovrati dagli Han delle Bandiere (Ujen Coohai) aprirono una breccia nelle mura della città e Dodo ordinò un "brutale massacro" della quasi totalità della popolazione di Yangzhou per terrorizzare gli altri abitanti della città Jiangnan in modo da farli arrendere ai Qing. Il 1º giugno gli eserciti Qing attraversarono il Fiume Azzurro e presero facilmente la città di guarnigione di Zhenjiang, che proteggeva l'accesso a Nanchino. I Qing arrivarono alle porte di Nanchino una settimana dopo, ma l'imperatore Hongguang era già fuggito. La città si arrese senza combattere il 16 giugno dopo che i suoi ultimi difensori avevano fatto promettere a Dodo di non infierire sulla popolazione. In meno di un mese, i Qing catturarono l'imperatore Ming in fuga (morì a Pechino l'anno successivo) e si impadronirono delle principali città dello Jiangnan, tra cui Suzhou e Hangzhou. Da allora la frontiera tra Qing e Ming meridionali era stata spinta a sud del fiume Qiantang.
Il 21 luglio 1645, dopo che la regione di Jiangnan era stata superficialmente pacificata, Dorgon pubblicò "la promulgazione più inopportuna del suo periodo di regno": ordinò a tutti gli uomini cinesi di radersi la fronte e di intrecciare il resto dei loro capelli in un codino proprio come i manciù. La punizione per chi non avesse obbedito era la pena di morte. Questa politica di sottomissione simbolica alla nuova dinastia aiutò i manciù a riconoscere l'amico da un nemico. Per i funzionari Han e i letterati, tuttavia, la nuova acconciatura era "un umiliante atto di degradazione" (perché aveva violato una direttiva comune del Confucianesimo che richiedeva di mantenere il proprio corpo intatto), mentre per la gente comune il taglio dei capelli "era equivalente alla perdita della loro virilità".
Nel "Classico della pietà filiale", Confucio sostiene che "il corpo e i capelli di una persona, essendo regali dei propri genitori, non devono essere danneggiati: questo è l'inizio della pietà filiale" (身體 髮 膚, 受 之 父母, 不敢 毀傷, 孝 之 始 也). Prima della dinastia Qing, gli uomini Han cinesi adulti di solito non si tagliavano i capelli, ma li portavano sotto forma di un toupet.
 Poiché univa tutti i cinesi, con i loro retroterra sociali, alla resistenza contro il governo dei Qing, l'obbligo di tagliare i capelli "spezzò lo slancio della conquista dei Qing". La popolazione ribelle dei distretti di Jiading e Songjiang venne massacrata dall'ex generale Ming Li Chengdong (李成東), rispettivamente il 24 agosto e il 22 settembre. Jiangyin resistette anche a circa 10 000 soldati Qing per 83 giorni. Quando il 9 ottobre 1645 le mura della città furono finalmente violate, l'esercito Qing guidato dal disertore Ming Liu Liangzuo (劉良佐), a cui era stato ordinato di "riempire la città di cadaveri prima di rinfoderare le spade", massacrò l'intera popolazione, uccidendo tra 74 000 e 100 000 persone. Centinaia di migliaia di persone vennero uccise prima che tutta la Cina fosse stata omologata.

### I Ming meridionali (1646-1650)
.

I Qing conquistano I territori dei Ming meridionali

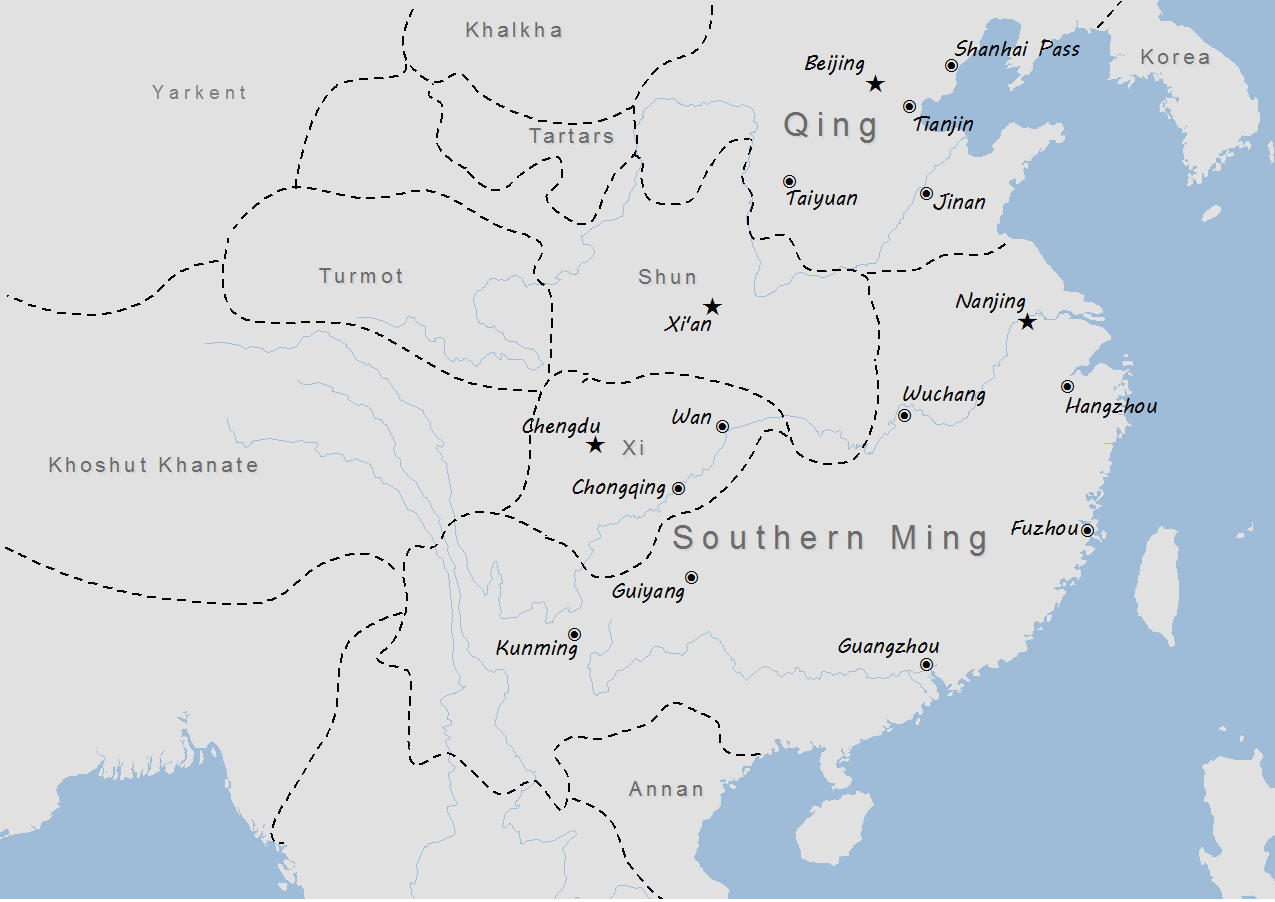
Situazione dei territori Ming meridionali

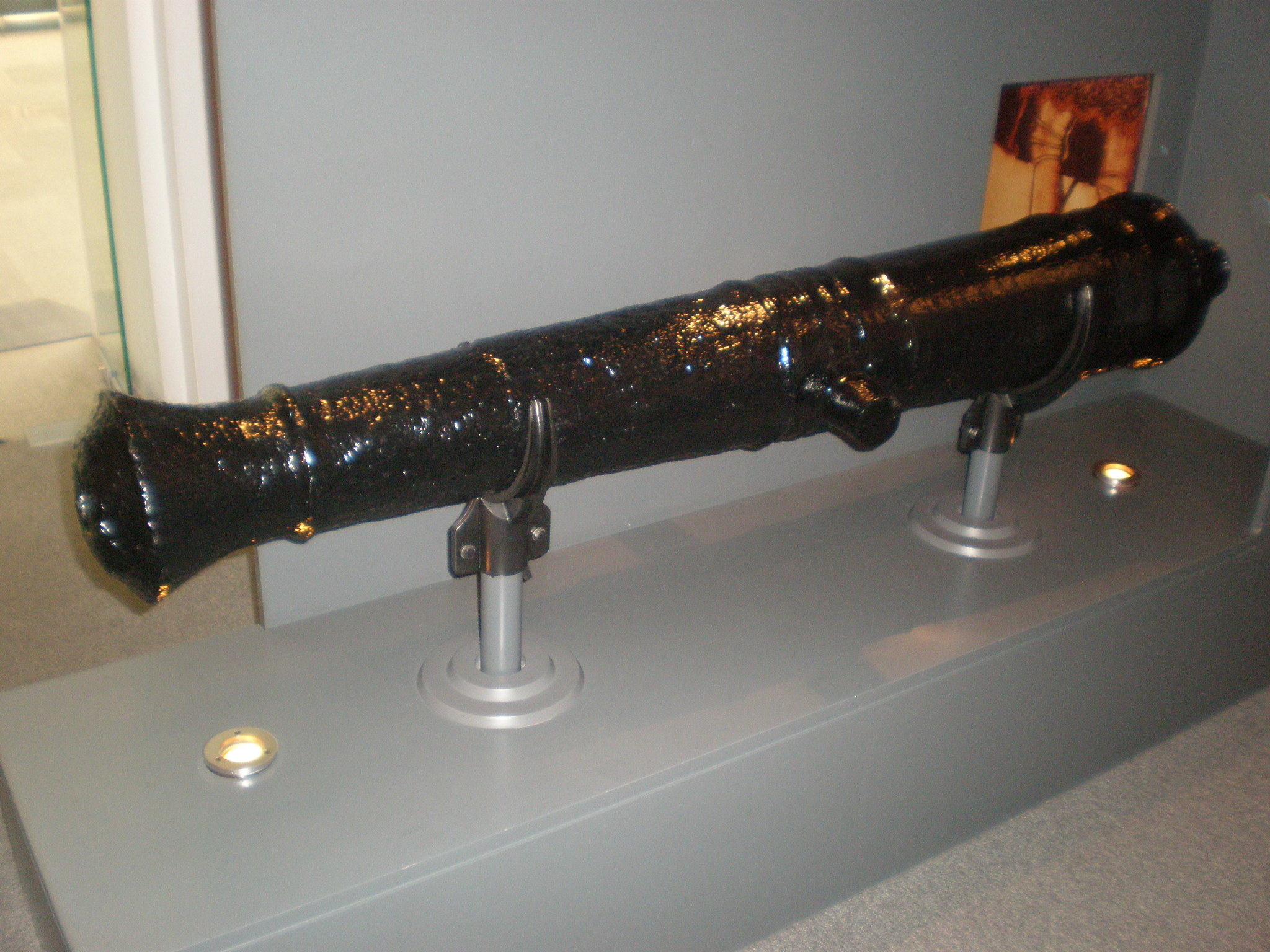
Un corpo di cannone del 1650 dei Ming meridionali. Museo della difesa costiera di Hong Kong

Nel frattempo, i Ming meridionali non erano ancora stati eliminati. Quando Hangzhou cadde ad opera dei Qing, il 6 luglio 1645, il principe di Tang, Zhu Yujian, un discendente della nona generazione del fondatore dei Ming, Zhu Yuanzhang, riuscì a fuggire via terra verso la provincia sud-orientale del Fujian. Incoronato come Imperatore Longwu nella città costiera di Fuzhou, il 18 agosto, dipendeva dalla protezione del talentuoso marinaio Zheng Zhilong (noto anche come "Nicholas Iquan"). L'imperatore, senza figli, adottò il figlio maggiore di Zheng e gli concesse il cognome imperiale. "Coxinga", come conosciuto dagli occidentali, è una distorsione del titolo "Signore dal cognome imperiale" (Guoxingye 國姓爺). Nel frattempo un altro pretendente Ming, il principe di Lu, Zhu Yihai, si era nominato reggente a Zhejiang, ma i due regimi lealisti non riuscirono a cooperare, rendendo le loro possibilità di successo addirittura inferiori a quelle che erano già.

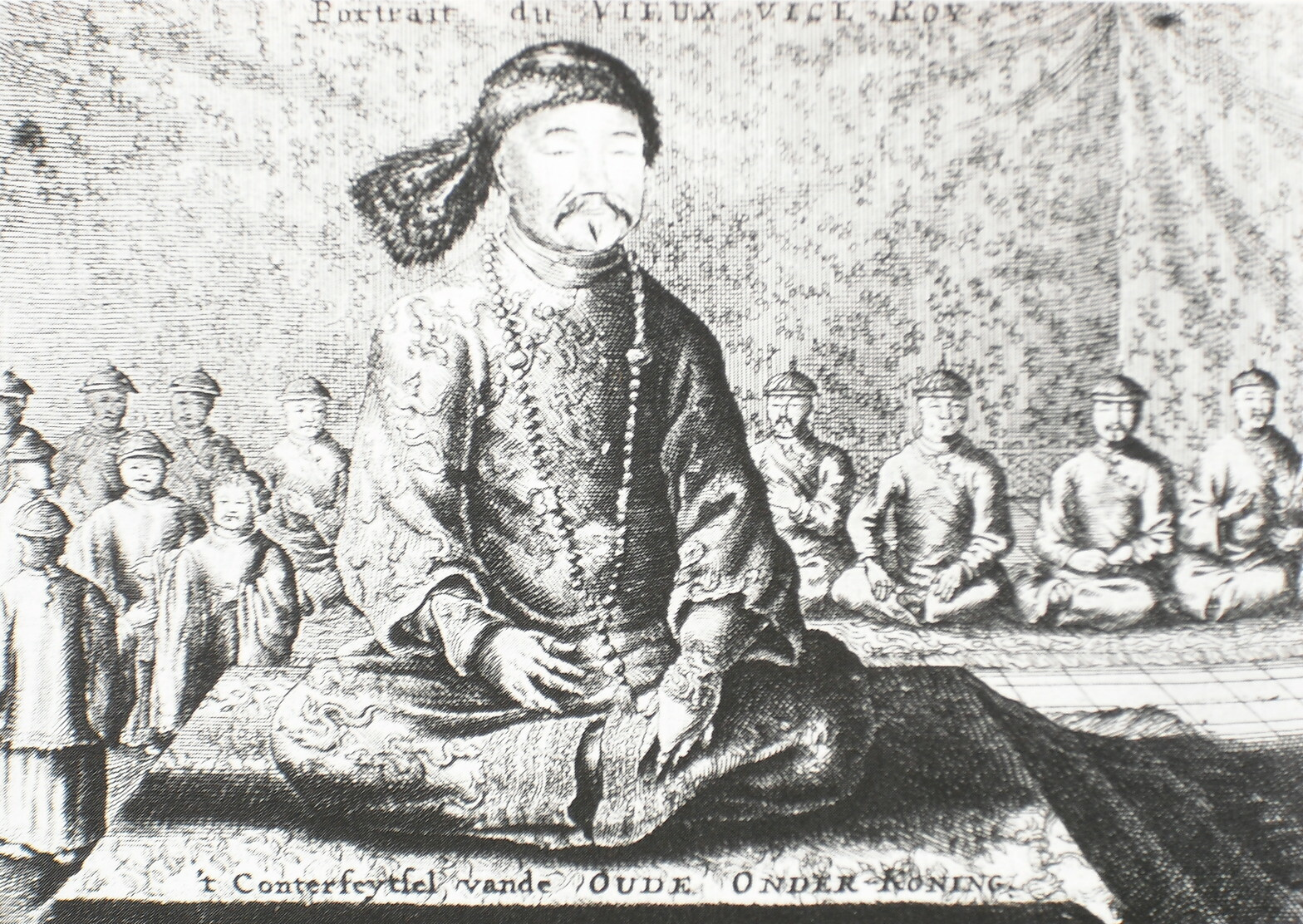
Ritratto di Shang Kexi di Johan Nieuhof (1655). Shang riconquistò Guangzhou dalle forze lealista dei Ming meridionali, nel 1650, ed organizzarono un massacro della popolazione. Era uno dei Tre Feudatari che si ribellarono contro i Qing nel 1673.

Nel febbraio 1646, gli eserciti Qing conquistarono la terra a ovest del fiume Qiantang dal regime Lu e sconfissero una forza antisommossa che rappresentava l'imperatore Longwu nel nord-est dello Jiangxi. In maggio, assediarono Ganzhou, l'ultimo bastione dei Ming nel Jiangxi. In luglio, una nuova Campagna del Sud guidata dal principe Bolo mandò in frantumi il regime di Zhejiang del principe Lu e attaccò il regime di Longwu nel Fujian. Con il pretesto di sollevare l'assedio di Ganzhou, la corte dei Longwu lasciò la sua base Fujian alla fine di settembre del 1646, ma l'esercito Qing la raggiunse. Longwu e la sua imperatrice furono giustiziati sommariamente a Tingzhou (Fujian occidentale) il 6 ottobre. Dopo la caduta di Fuzhou, il 17 ottobre, Zheng Zhilong si arrese ai Qing e suo figlio Coxinga fuggì nell'isola di Taiwan con la sua flotta.
Il fratello minore dell'imperatore Longwu, Zhu Yuyue, che era fuggito da Fuzhou via mare, fondò presto un altro regime Ming a Guangzhou, la capitale della provincia Guangdong, prendendo il titolo di Shaowu (紹武) l'11 dicembre 1646. A corto di costumi ufficiali, la corte dovette acquistare le vesti dalle compagnie teatrali locali. Il 24 dicembre, il principe di Gui, Zhu Youlang, creò il regime Yongli (永曆) nelle stesse vicinanze. I due regimi Ming si combatterono fino al 20 gennaio 1647, quando una piccola forza Qing guidata dall'ex comandante dei Ming meridionali, Li Chengdong (李成東), catturò Guangzhou, uccidendo l'Imperatore Shaowu e mandando l'Imperatore Yongli in fuga a Nanning nel Guangxi. Nel maggio 1648, tuttavia, Li Chengdong si ammutinò contro i Qing e la concomitante ribellione di un altro ex generale Ming a Jiangxi aiutò il regime di Yongli a riprendere la maggior parte della Cina meridionale. Questa rinascita delle speranze lealiste fu di breve durata. I nuovi eserciti Qing riuscirono a riconquistare le province centrali di Huguang (l'attuale Hubei e Hunan), Jiangxi e Guangdong nel 1649 e nel 1650. l'imperatore Yongli fuggi verso Nanning e da lì a Guizhou. Alla fine, il 24 novembre 1650, le forze Qing guidate da Shang Kexi catturarono Guangzhou e massacrarono la popolazione della città, uccidendo ben 70 000 persone.

### Campagne in corso contro i Ming meridionali (1652-1661)

La fuga dell'imperatore Yongli - l'ultimo sovrano della dinastia dei Ming Meridionali - dal 1647 al 1661. I confini provinciali e nazionali sono quelli della Repubblica popolare cinese.

Sebbene i Qing, sotto la guida di Dorgon, avessero spinto con successo i Ming meridionali nel profondo sud della Cina, il lealismo Ming non era ancora morto. Agli inizi dell'agosto 1652, Li Dingguo, che aveva prestato servizio come generale nel Sichuan sotto il re bandito Zhang Xianzhong (morto nel 1647) e ora proteggeva l'imperatore Yongli, riconquistò Guilin (Guangxi) Nel giro di un mese, la maggior parte dei comandanti che avevano sostenuto i Qing nel Guangxi tornarono dalla parte dei Ming. Nonostante le occasionali campagne militari di successo in Huguang e Guangdong, nei due anni successivi, Li non riuscì a riprendere importanti città. Nel 1653, la corte Qing diede a Hong Chengchou il compito di riconquistare il sud-ovest. Con sede a Changsha (in quella che oggi è la provincia Hunan), ricostruì pazientemente le sue forze; solo verso la fine del 1658 le truppe Qing ben nutrite e ben rifornite organizzarono una campagna multiforme per prendere Guizhou e lo Yunnan. Alla fine del gennaio 1659, un esercito Qing guidato dal principe manciù, Doni, prese la capitale dello Yunnan, costringendo l'imperatore Yongli a fuggire nella vicina Burma, che era allora governata dal re Pindale Min della dinastia di Toungoo. L'ultimo sovrano dei Ming meridionali rimase sul trono fino al 1662, quando fu catturato e giustiziato da Wu Sangui, la cui resa ai manciù, nell'aprile del 1644, aveva permesso a Dorgon di iniziare la conquista della Cina da parte dei Qing.
Zheng Chenggong ("Coxinga"), che era stato adottato dall'imperatore Longwu nel 1646 e nobilitato da Yongli nel 1655, continuò anche a difendere la causa dei Ming meridionali. Nel 1659, proprio mentre Shunzhi si preparava a tenere un esame speciale per celebrare le glorie del suo regno e il successo delle campagne sudoccidentali, Zheng risalì il Fiume Azzurro con una flotta ben armata, prese diverse città ai Qing, e andò così lontano da minacciare Nanchino. Quando l'imperatore venne a sapere di questo improvviso attacco, si dice che abbia squarciato il suo trono con una spada in preda alla rabbia. Ma l'assedio di Nanchino fu rimosso e Zheng Chenggong respinse, Zheng costringendolo a rifugiarsi nella provincia costiera sud-orientale del Fujian. Spinto dalle flotte Qing, Zheng fuggì a Taiwan nell'aprile 1661 e sconfisse gli olandesi nell'Assedio di Forte Zeelandia, espellendoli da Taiwan e fondando il Regno di Tungning. Zheng morì nel 1662. I suoi discendenti resistettero al dominio dei Qing fino al 1683, quando suo nipote Zheng Keshuang consegnò Taiwan all'Imperatore Kangxi dopo la battaglia di Penghu. I principi della dinastia Ming che accompagnarono Coxinga a Taiwan furono il principe di Ningjing, Zhu Shugui, e il principe Zhu Hónghuán 朱弘桓, figlio di Zhu Yihai.

### I Tre Feudatari (1674-1681)

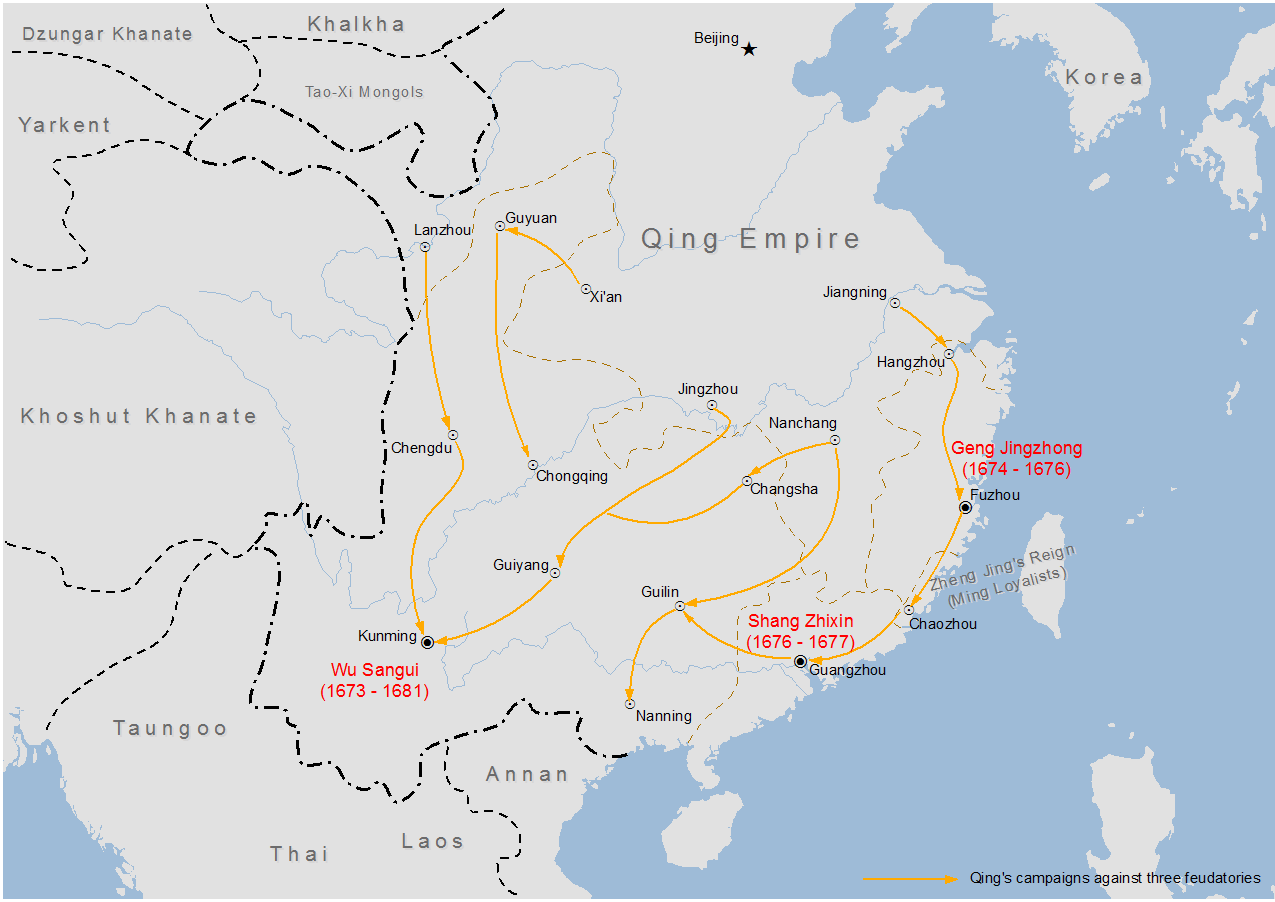
La rivolta dei Tre Feudatari

Nel 1673, Wu Sangui, Shang Kexi e Geng Jimao, i "Tre Feudatari", si ribellarono contro Kangxi. Dominarono la Cina meridionale e Wu proclamò la "dinastia Zhou". Tuttavia, la loro disunità li portò alla distruzione. Shang Zhixin e Geng si arresero nel 1681 dopo una massiccia controffensiva dei Qing, in cui l'Esercito dello Stendardo Verde giocò il ruolo principale con gli uomini delle Bandiere che presero posto nelle retrovie.

### Taiwan (1683)
Diversi principi della dinastia Ming accompagnarono Coxinga a Taiwan incluso i principi Zhu Shugui di Ningjing e Zhu Honghuan (朱弘桓), figlio di Zhu Yihai. L'imperatore Kangxi, colui che aveva annientato la rivolta dei Tre Feudatari, iniziò le sue campagne per espandere l'impero. Nel 1683 mandò Shi Lang con una flotta di 300 navi a conquistare il regno di Tungning lealista Ming a Taiwan alla ricca famiglia Zheng.
Dopo aver perso la battaglia di Penghu, il nipote di Coxinga, Zheng Keshuang, si arrese e fu ricompensato dall'Imperatore Kangxi con il titolo di "Duca di Haicheng" (海澄公). Lui e i suoi uomini vennero inseriti nelle Otto Bandiere. Le sue truppe con lo scudo in rattan (藤牌营, tengpaiying) operarono contro i cosacchi russi ad Albazin.
I Qing mandarono la maggior parte dei 17 principi Ming, che vivevano ancora a Taiwan, nella Cina continentale dove trascorsero il resto della loro vita. Il principe di Ningjing e le sue cinque concubine si suicidarono piuttosto che sottomettersi alla cattura. Il loro palazzo fu usato come quartier generale di Shi Lang nel 1683 ma egli lo convertì in tempio di Mazu come misura di propaganda per calmare la resistenza rimanente su Taiwan. L'imperatore approvò, l'anno successivo, la sua dedica come Tempio Gran Matsu, onorando la dea Mazu per la sua presunta assistenza durante l'invasione Qing, e la promosse a "Imperatrice del Cielo" (Tianhou) dal suo precedente status di consorte celeste (tianfei).

## Letteratura e pensiero

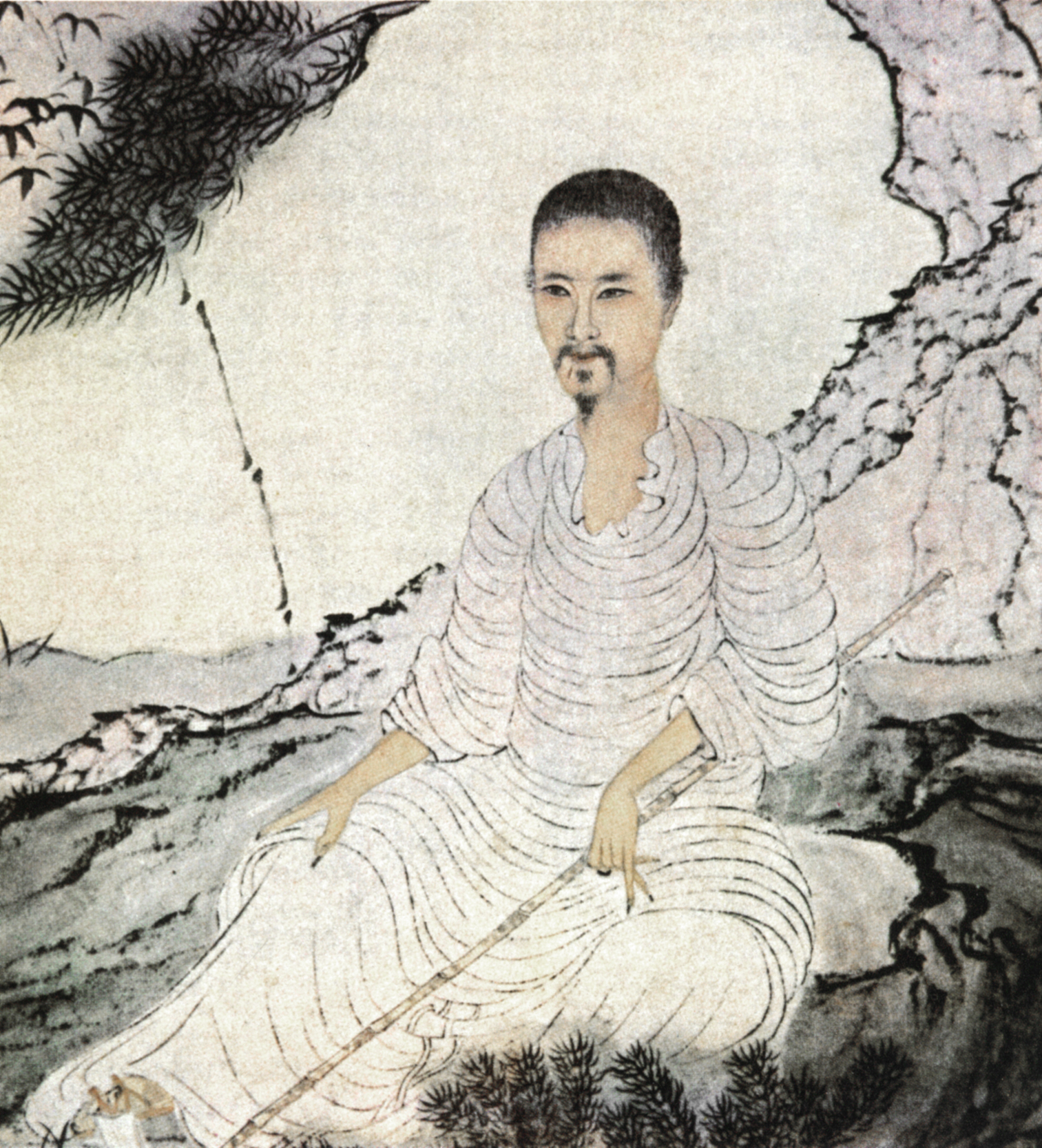
Shitao (1642–1707), che era imparentato con la famiglia imperiale Ming, era uno dei tanti artisti e scrittori che si rifiutavano di dare la loro fedeltà ai Qing. Lo storico dell'arte Craig Clunas suggerisce che Shitao abbia usato un poema inciso su questo "Autoritratto in cui sorveglia la piantagione di pini" (1674) per alludere alla restaurazione della dinastia Ming.

La sconfitta della dinastia Ming pose problemi pratici e morali, specialmente per letterati e funzionari. Gli insegnamenti confuciani enfatizzavano la lealtà (忠 zhōng), ma i buoni confuciani erano leali ai Ming decaduti o al nuovo potere, i Qing? Alcuni, come il pittore Bada Shanren, un discendente della famiglia dominante dei Ming, vennero reclusi. Altri, come Kong Shangren, che sosteneva di essere un discendente di Confucio, sostennero il nuovo regime. Kong scrisse un intenso dramma, Sostenitori del fiore di pesco, che esplorò la decadenza morale dei Ming per spiegare la loro caduta. I poeti le cui vite superarono la transizione tra poesia Ming e Qing stanno attirando l'interesse accademico moderno. Alcuni dei più importanti pensatori della prima generazione dei Qing furono i lealisti Ming, almeno nei loro cuori, tra cui Gu Yanwu, Huang Zongxi e Fang Yizhi. In parte per reazione e per protestare contro il lassismo e l'eccesso dei compianti Ming, si rivolsero all'"apprendimento riservato" (Kaozheng), che metteva in risalto l'attento studio testuale e il pensiero critico. Un altro importante gruppo, in questo periodo di transizione, fu costituito dai "Tre Maestri di Jiangdong" - Gong Dingzi, Wu Weiye e Qian Qianyi - che tra le altre cose contribuirono a un revival nella forma poetica della poesia Ci.
Gli imperatori, per legittimare il loro dominio, incoraggiarono i funzionari e le figure letterarie dei Qing a organizzare e ad appropriarsi del retaggio della letteratura cinese, producendo antologie e opere critiche. Patrocinarono anche lo sviluppo della letteratura manciù e la traduzione di classici cinesi in lingua mancese. Tuttavia la frase "sconfiggere i Qing e ripristinare i Ming" rimase una favola per molti.

## Conseguenze
Dulimbai Gurun era in nome manciù per indicare la Cina (中國, Zhongguo; "Regno di mezzo"). Dopo aver sconfitto i Ming, i Qing identificarono il loro stato come "Cina" (Zhongguo), e lo chiamarono "Dulimbai Gurun" in manciù. I Qing equipararono le terre dello stato Qing (compresa la Manciuria attuale, lo Xinjiang, la Mongolia, il Tibet e altre aree) come "Cina" nelle lingue cinese e manciù, definendola come uno stato multietnico, respingendo l'idea che per Cina si intendessero le zone degli Han, e proclamando che sia i popoli Han che quelli non Han facevano parte della "Cina", usando "Cina" per riferirsi ai Qing nei documenti ufficiali, trattati internazionali e affari esteri, e la "lingua cinese" (Dulimbai gurun i bithe) riferita alle lingue cinese, manciù e mongola, e il termine "popolo cinese" (中國 人 Zhongguo ren; Manchu: Dulimbai gurun i niyalma) riferito a tutti i sudditi Han, manciù e mongoli dei Qing.
All'inizio dell'era Qing, molti Han cinesi furono schiavizzati dai sovrani manciù. Successivamente, alcuni di loro si ritrovarono in posizioni di potere e influenza nell'amministrazione e avevano persino i loro schiavi.

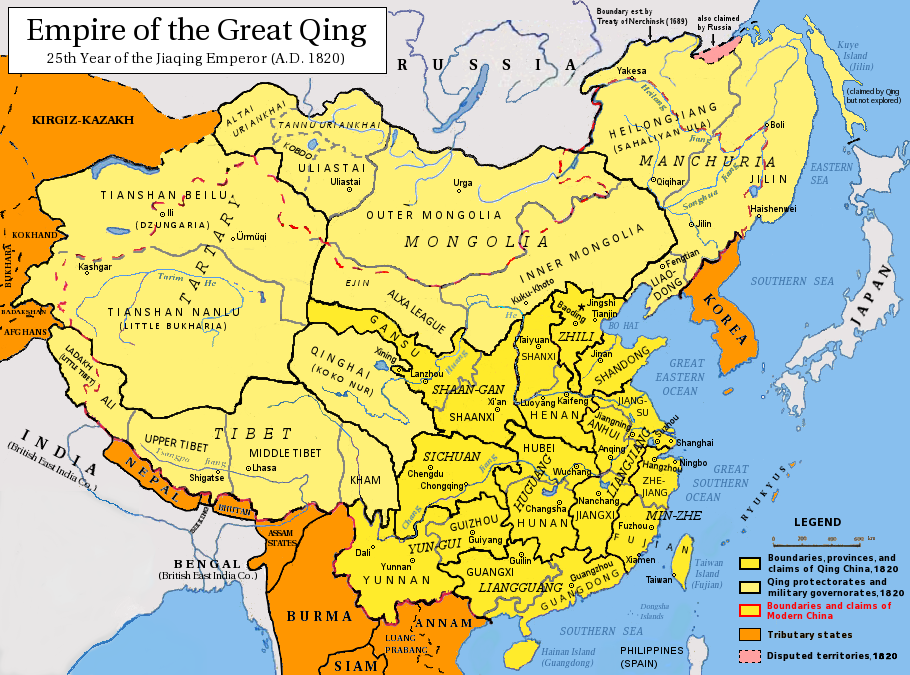
La dinastia Qing nel 1820.

Quando i Qing sconfissero i mongoli Dzungar, nel 1759, proclamarono che i territori Oirati venivano inglobati nella "Cina" (Dulimbai Gurun) in un memoriale in lingua mancese. Esponevano l'ideologia che stava riunendo i "non" cinesi non-Han come i mongoli Khalkha, i mongoli interni, gli Oirati (compresi i tibetani, che allora erano sotto il dominio di Khanato degli Oirati) insieme ai cinesi "interni" Han, in "una sola famiglia" unita sotto lo stato Qing. Per dimostrare che i diversi soggetti dei Qing facevano parte di un'unica famiglia, essi usavano la frase "Zhongwai yijia" (中外一家, "aree centrali e aree esterne come un solo regno") o "neiwei yijia" (內外一家, "interno ed esterno delle grandi mura come un'unica famiglia"), per trasmettere questa idea di "unificazione" dei diversi popoli. Una versione in lingua manciù di un trattato con l'Impero russo riguardante la giurisdizione criminale sui banditi, definiva i Qing "popolo del Regno centrale (Dulimbai Gurun)". Nella lingua manciù ufficiale, Tulisen, in un resoconto del suo incontro con il capo Torghut, Ayuki Khan, disse che mentre i Torghut erano diversi dai russi, il "popolo del Regno centrale" (dulimba-i gurun 中國, Zhongguo) era come i Torghut, e "popolo del Regno centrale" era riferito ai manciù.

La conquista iniziale della Cina da parte dei manciù fu una delle guerre più devastanti della storia cinese. Esempi di devastazione comprendono il Massacro di Yangzhou nel quale circa 800 000 persone, tra cui donne e bambini, furono massacrati. Intere province, come Sichuan e Jiangnan, furono completamente devastate e spopolate dalla conquista manciù, che portò alla morte di circa 25 milioni di persone. Alcuni studiosi stimano che l'economia cinese non abbia riguadagnato il livello raggiunto nel tardo periodo Ming fino al 1750, un secolo dopo la fondazione della dinastia Qing. Secondo lo storico economista Robert Allen, le entrate della famiglia media del delta del Fiume Azzurro, la provincia più ricca della Cina, erano effettivamente inferiori ai livelli Ming ancora nel 1820 (ma uguali a quelle contemporanee della Gran Bretagna).